# Lijst van rijksmonumenten in Utrecht (stad)/Mariaplaats
De stad Utrecht telt in totaal 1.402 inschrijvingen in het rijksmonumentenregister. De Mariaplaats in het centrum telt 14 rijksmonumenten. Hieronder een overzicht.
| Object                                                                                   | Oorspronkelijke functie? | Bouwjaar                 | Architect                                  | Locatie                              | Coördinaten?                | Nr.?   | Afbeelding        |
| ---------------------------------------------------------------------------------------- | ------------------------ | ------------------------ | ------------------------------------------ | ------------------------------------ | --------------------------- | ------ | ----------------- |
| Huis verband houdend met Huis Zoudenbalch                                                | Werk-woonhuis            | middeleeuwen (oorsprong) |                                            | Mariaplaats 9                        | 52° 5' 24" NB, 5° 7' 3" OL  | 450373 | Meer afbeeldingen |
| Huis verband houdend met Huis Zoudenbalch                                                | Woonhuis                 | middeleeuwen (oorsprong) |                                            | Mariaplaats 10                       | 52° 5' 24" NB, 5° 7' 3" OL  | 450346 | Meer afbeeldingen |
| Gepleisterd huis met rechte kroonlijst, hoog zadeldak eindigend in trapgevels            | Woonhuis                 | 16e eeuw                 |                                            | Mariaplaats 14                       | 52° 5' 24" NB, 5° 7' 0" OL  | 406674 | Meer afbeeldingen |
| Claustraal huis van het kapittel                                                         | Kerkelijke dienstwoning  | vermoedelijk rond 1525   |                                            | Mariaplaats 22                       | 52° 5' 25" NB, 5° 6' 56" OL | 36357  | Meer afbeeldingen |
| Gebouw voor Kunsten en Wetenschappen                                                     | Werk-woonhuis            | 1844-1846                | J. van Maurik en stadskameraar G.W. Deketh | Mariaplaats 27                       | 52° 5' 23" NB, 5° 7' 3" OL  | 46960  | Meer afbeeldingen |
| Johannes de Deo                                                                          | Gezondheidszorg          | 1895                     | J. van Kesteren                            | Mariaplaats 28                       | 52° 5' 21" NB, 5° 7' 2" OL  | 514225 | Meer afbeeldingen |
| Voortgezet springweg 2-2bis                                                              | Werk-woonhuis            | 1643                     |                                            | Mariaplaats 45                       | 52° 5' 21" NB, 5° 7' 5" OL  | 36354  | Meer afbeeldingen |
| Herenhuis met decoratief gepleisterde gevel                                              | Woonhuis                 | 1861                     |                                            | Mariaplaats 49                       | 52° 5' 22" NB, 5° 7' 5" OL  | 514267 | Meer afbeeldingen |
| Brede gepleisterde lijstgevel met getande kroonlijst 18e eeuw, huis van oudere oorsprong | Werk-woonhuis            | 18e eeuw en ouder        |                                            | Mariaplaats 50                       | 52° 5' 22" NB, 5° 7' 6" OL  | 36359  | Meer afbeeldingen |
| Pand met lijstgevel met consoles 18e eeuw                                                | Werk-woonhuis            | 18e eeuw                 |                                            | Mariaplaats 51                       | 52° 5' 22" NB, 5° 7' 6" OL  | 36355  | Meer afbeeldingen |
| Overgebleven deel van de Mariakerk                                                       | Kerk en kerkonderdeel    | eind 11e eeuw            |                                            | Zuidelijke arm kruisgang Mariaplaats | 52° 5' 21" NB, 5° 7' 1" OL  | 36352  | Meer afbeeldingen |
| Overgebleven deel van de Mariakerk                                                       | Kerk en kerkonderdeel    | eind 11e eeuw            |                                            | Oostelijke arm kruisgang Mariaplaats | 52° 5' 22" NB, 5° 7' 1" OL  | 36353  | Meer afbeeldingen |
| St. Maria Pomp op de Mariaplaats                                                         | Straatmeubilair          | 1844                     |                                            | Pomp Mariaplaats                     | 52° 5' 23" NB, 5° 7' 5" OL  | 36356  | Meer afbeeldingen |